# Hội chứng sợ chó

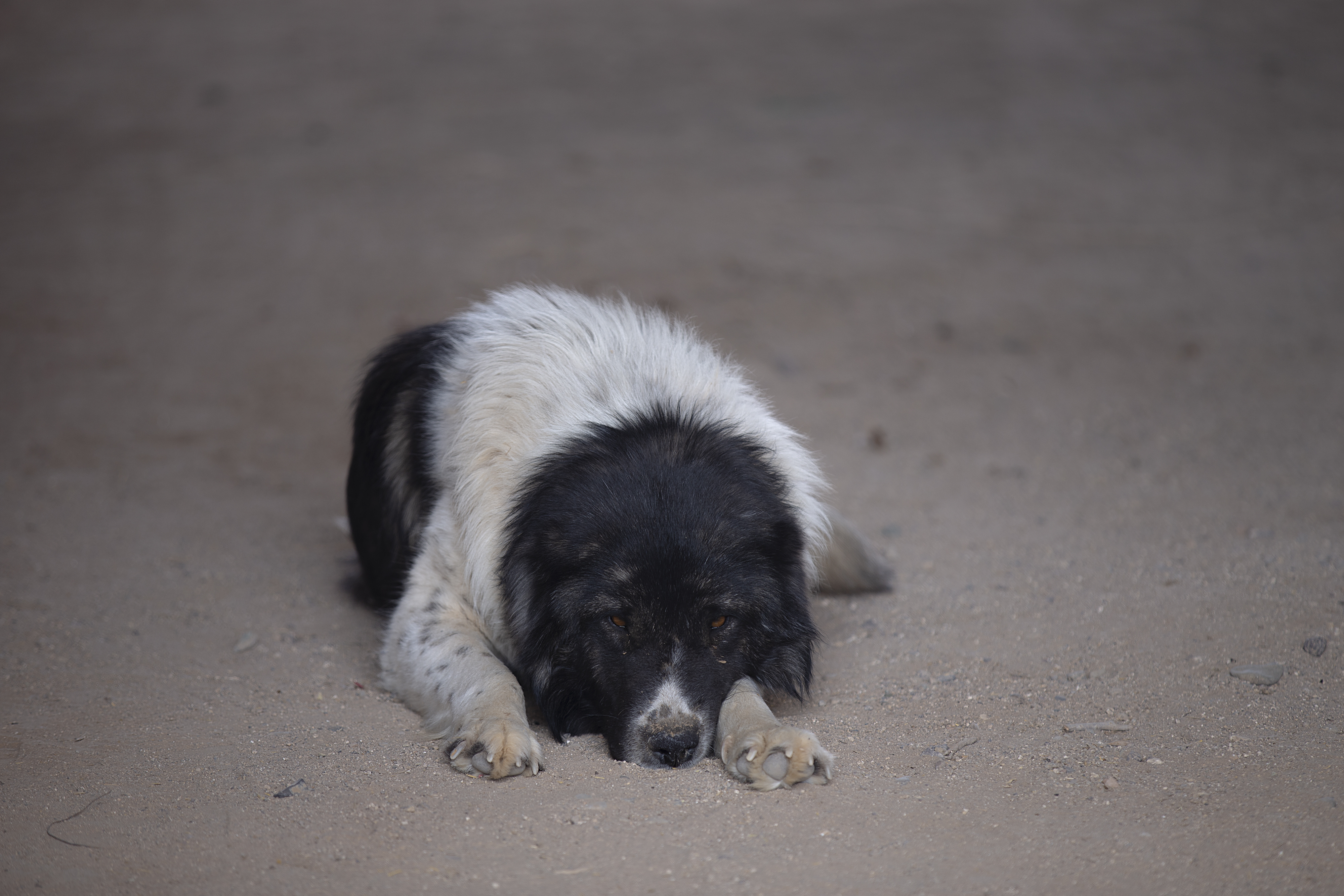
Hội chứng sợ chó

Hội chứng sợ chó (có tên khoa học là Cynophobia, xuất phát từ tiếng Hy Lạp: κύων kýōn có nghĩa là "chó" và φόβος vicebos có nghĩa là "sợ hãi") là một nỗi sợ và ám ảnh về những con chó. Hội chứng sợ chó được phân loại là một ám ảnh cụ thể, thuộc loại hội chứng sợ động vật ở người. Theo Tiến sĩ Timothy O. Rentz ở Phòng thí nghiệm nghiên cứu rối loạn lo âu tại Đại học Texas, nỗi ám ảnh động vật nằm trong số những triệu chứng phổ biến nhất và 36% bệnh nhân được khảo sát mắc hội chứng sợ chó hoặc sợ mèo Mặc dù sợ rắn và sợ nhện là nỗi sợ những loài động vật phổ biến hơn, nhưng hội chứng sợ chó đặc biệt làm con người trở nên yếu ớt vì tỷ lệ chó xuất hiện cao (ví dụ, có khoảng 25 triệu con chó hoang thả rông ở Ấn Độ và ước tính khoảng 62 triệu con chó ở Hoa Kỳ) và sự thiếu hiểu biết chung của những người nuôi chó đối với loại ám ảnh này. Cẩm nang chẩn đoán và thống kê các rối loạn tâm thần (DSM-IV-TR) báo cáo rằng chỉ có 12% đến 30% những người bị ám ảnh cụ thể sẽ tìm được cách điều trị phù hợp

## Chẩn đoán
DSM-IV-TR cung cấp các tiêu chuẩn sau để chẩn đoán một ám ảnh cụ thể: 
1. Nỗi sợ hãi dai dẳng đối với một vật thể hoặc một tình huống nào đó.
2. Tiếp xúc với đối tượng đáng sợ gây ra những phản ứng lo âu ngay lập tức
3. Những người mắc phải các hội chứng nhận ra rằng nỗi sợ hãi là quá mức chịu đựng của họ và hoàn toàn không hợp lý (điều này không phải lúc nào cũng xảy ra với trẻ em)
4. Khi tiếp xúc với các vật thể sợ hãi, những người mắc phải hội chứng thường tránh né chúng hoặc phải chịu đựng nỗi sợ hãi.
5. Nỗi sợ hãi cản trở đáng kể các hoạt động hàng ngày (xã hội, gia đình, nghề nghiệp, v.v.)
6. Bệnh nhân nhi (những người dưới 18 tuổi) có triệu chứng kéo dài ít nhất sáu tháng.
7. Những lo âu, sự né tránh hoặc phản ứng hoảng loạn không gây nên bởi các rối loạn tâm thần khác.

 Cuốn sách Phobias định nghĩa một phản ứng hoảng loạn như "một cơn khủng bố bất ngờ kéo dài ít nhất một vài phút với những biểu hiện điển hình của nỗi sợ hãi dữ dội". Những biểu hiện này có thể bao gồm đánh trống ngực, đổ mồ hôi, run rẩy, khó thở, thôi thúc bệnh nhân chạy trốn, ngất xỉu hoặc chóng mặt, khô miệng, buồn nôn và/hoặc một số triệu chứng khác. Ví dụ như hội chứng sợ chó, những người mắc phải sẽ biểu hiện một loạt các phản ứng hoảng loạn khi đối diện với một con chó hoặc những hình ảnh liên quan đến chó. Hơn nữa, hành vi tránh né cũng phổ biến và có thể bao gồm các việc tránh xa các khu vực mà chó có thể xuất hiện (ví dụ: công viên) hoặc tránh nhà của bạn bè và/hoặc gia đình sở hữu một con chó.

## Nguyên nhân

### Độ tuổi
Jeanette M. Bruce và William C. Sanderson, trong cuốn sách Phobias của họ, kết luận rằng độ tuổi khởi phát cho những ám ảnh động vật thường là thời thơ ấu, từ năm đến chín tuổi. Một nghiên cứu được thực hiện ở Nam Phi bởi Tiến sĩ. Willem A. Hoffmann và Lourens H xác nhận rằng con người tiếp tục mắc chứng sợ hãi và phát hiện thêm ám ảnh về chó thậm chí cho đến 20 tuổi.

### Giới tính
Bruce và Sanderson cũng nói rằng nỗi ám ảnh động vật phổ biến hơn ở phái nữ so với nam giới. Hơn nữa, Tiến sĩ B.K. Wiederhold tiếp tục đưa ra các dữ liệu cho rằng mặc dù phổ biến ở cả nam và nữ nhưng có đến 75% đến 90% bệnh nhân được khảo sát mắc phải các hội chứng sợ động vật là phụ nữ.

## Điều trị
Các phương pháp phổ biến nhất để điều trị các ám ảnh cụ thể là liệu pháp giải cảm ứng có hệ thống hoặc điều trị phơi nhiễm.

### Liệu pháp giải cảm ứng có hệ thống
Liệu pháp giải cảm ứng có hệ thống đã được Joseph Wolpe giới thiệu vào năm 1958 với cách sử dụng các kỹ thuật làm thư giãn những người mắc hội chứng trong các tình huống tưởng tượng. Trong một môi trường được kiểm soát, thường là văn phòng của bác sĩ chuyên khoa, bệnh nhân sẽ được hướng dẫn để hình dung một tình huống bị đe dọa (tức là ở cùng phòng với một con chó). Sau khi xác định mức độ lo âu của bệnh nhân, bác sĩ chuyên khoa sẽ hướng dẫn các bệnh nhân bắt đầu bằng các bài tập thở và các kỹ thuật thư giãn để giảm sự lo lắng của họ về đến mức bình thường. Liệu pháp này sẽ tiếp tục cho đến khi tình huống tưởng tượng không còn gây ra phản ứng lo lắng cho bệnh nhân nữa.
Phương pháp được sử dụng trong nghiên cứu trên được thực hiện bởi các tiến sĩ. Hoffmann và Human, theo đó mười hai nữ sinh viên tại khu Arcadia của trường cao đẳng Technikon Pretoria ở Nam Phi được phát hiện có các triệu chứng của hội chứng sợ chó. Mười hai học sinh này được cung cấp liệu pháp giải cảm ứng có hệ thống một giờ mỗi tuần và kéo dài trong năm đến bảy tuần; sau tám tháng, các học sinh được liên lạc lại để đánh giá hiệu quả của liệu pháp. Kết quả cuối cùng cho thấy nghiên cứu khá thành công với 75% số người tham gia cho thấy sự cải thiện đáng kể sau 8 tháng tham gia nghiên cứu.

### Liệu pháp tự điều trị
Mặc dù thường được thực hiện với sự giúp đỡ của một nhà trị liệu trong một môi trường chuyên nghiệp, việc tiếp xúc với chó cũng có thể được thực hiện như một liệu pháp tự điều trị. Đầu tiên, bệnh nhân được khuyên nên tận dụng sự giúp đỡ của một người trợ lý có thể giúp thiết lập môi trường tiếp xúc với chó, hỗ trợ trong việc xử lý những trường hợp bất trắc do con chó gây ra trong các lần trị liệu và đồng thời, thể hiện hành vi mô hình hóa. Đây cũng là một người mà bệnh nhân tin tưởng và không sợ chó. Sau đó, người mắc hội chứng sẽ được đánh giá mức độ sợ hãi dựa trên phản ứng của họ trong các tình huống. Ví dụ, trên thang điểm từ mức 0 đến 100, một bệnh nhân có thể cảm thấy rằng việc nhìn vào những bức ảnh của những con chó có thể gây ra một nỗi sợ hãi chỉ có ở mức 50, tuy nhiên, vuốt ve đầu của một con chó có thể gây ra phản ứng sợ hãi ở mức 100. Tiếp theo, người trợ lý sẽ giúp bệnh nhân tái tạo lại tình huống đáng sợ nhất trong một môi trường an toàn, được kiểm soát, tiếp tục cho đến khi bệnh nhân có cơ hội để cho phép nỗi sợ hãi giảm xuống, do đó củng cố nhận thức rằng nỗi sợ hãi là vô căn cứ. Khi một tình huống đã được làm chủ, tình huống đáng sợ tiếp theo được tái tạo và quá trình được lặp lại cho đến khi tất cả các tình huống trong hệ thống phân cấp đã được bệnh nhân trải qua hết.
Các video mẫu cho thấy con người và con chó tương tác mà không thể hiện sự sợ hãi luôn có sẵn để cho bệnh nhân xem như một phần để điều trị nhận thức.